# Todos Adentro
Todos Adentro es una revista cultural producida por el Ministerio del Poder Popular para la Cultura de Venezuela. Cuenta con tres versiones:
- Televisión: trasmitido los miércoles a las 16:00 horas (hora local de Venezuela), por Teves.
- Radio: difundido por YVKE Mundial los viernes a las 18:00 horas (hora local de Venezuela).
- Impreso: circula los sábados encartado en el Correo del Orinoco.

En 2006 fue galardonada con el Premio Nacional de Periodismo de Venezuela en la mención Mejor Publicación Institucional; tanto en su versión escrita como la de radio y televisión.